# فرانك فاندربروك (دراج)
فرانك فاندربروك مواليد 6 نوفمبر 1974 في بلجيكا - الوفاة 12 أكتوبر 2009، كان دراج بلجيكي في صنف سباق الدراجات على الطريق. سبق أن شارك في دورة الألعاب الأولمبية الصيفية.

## سجل النتائج

### سباقات أو مراحل فاز بها
- طواف إسبانيا

## وفاته
توفي فرانك في 12 أكتوبر 2009 بسن 34 عاما بسبب الانصمام الرئوي.

## روابط خارجية
- فرانك فاندربروك على موقع الاتحاد الدولي للدراجات (الإنجليزية)
- فرانك فاندربروك على موقع أرشيف الدراجات (الإنجليزية)
- فرانك فاندربروك على موقع إحصائيات الدراجات الإحترافية (الإنجليزية)
- فرانك فاندربروك على موقع نسبة الدراجات (الإنجليزية)
- فرانك فاندربروك على موقع CycleBase (الإنجليزية)
- فرانك فاندربروك على موقع أوليمبيديا (الإنجليزية)